# السكوبيتون
السكوبيتون هو تلك الآلة التي كانت متوفرة في المقاهي في فترة الستينات والسبعينات (ظهرت في فرنسا عام 1960 وانتشرت فيما بعد في بقية أنحاء العالم) وكانت تمكن من يدخل فرنكا فرنسيا مثلا من سماع أغنيته المفضلة وأيضا مشاهدة كليب لهذه الأغنية كانت هذه الكليبات تسمى أيضا بالسكوبيتون.
في تلك الفترة قامت شركة دافيس بوير الرائدة في صناعة سكوبيتون بإنتاج مجموعة منها خاصة بالمغنيين الفرنسيين المشهورين.
في مرحلة لاحقة أنتجت الشركة أعمالا للفنانين العرب والمغاربيين حتى تضمن نجاح إنتاجها في المقاهي التي كان روادها من المهاجرين من الأصول المذكورة والذين لم يكونوا يعيرون اهتماما خاصا للكليبات الغربية المعروضة، فقامت بإنتاج كليبات من هذا النوع لفنانين معروفين كالدوكالي، مازوني، فريد الأطرش، سليمان عازم... ولفنانات أيضا كالحمداوية، نورة، صباح...
هذه النوادر تم العثور عليها صدفة عن طريق فريق صحفي لقناة كانال + الفرنسية الذي كان يبحث في أرشيف شركة Davis
Boyer عن كليبات تؤرخ للموسيقى judéo-arabe فلفت انتباه هذا الفريق أربعة صناديق كتب عليها scopitones arabes تضم كنوز عربية أمازيغية لم يتسن حتى للفنانين أصحاب تلك الكليبات مشاهدتها لمدة تزيد عن 25 سنة.

## فريد الأطرش رائد السكويبتون في العالم العربي
فريد الأطرش كان بالقطع أول مطرب عربي على الإطلاق صور الفيديو كليب بشكله الحالي الحديث وكان ذلك سنة 1970 حين طلبت منه شركة جوبوكس بباريس أن يصور بعض أغانيه بالألوان الطبيعية بطريقة الفيديو كليب، يقول فريد الأطرش في أحد أحاديثه الصحفية وهو يحكي عن هذه التجربة:
«أنتظر في أبريل المقبل أن تحضر إلى القاهرة بعثة من شركة جوبوكس التي تملك تلفزيونات تضعها في المقاهي العامة، وتعرض على شاشاتها ألحاني وبعض الرقصات بالألوان وقد اتفقت مع هذه الشركة الفرنسية على شراء 50 أغنية ورقصة مصرية والاتفاق بالعملة الصعبة لمصر، وقد بعثث لهم 15 لحنا من قبل. »
ولقد بلغت عدد الفيديو كليبات التي صورها فريد لشركة جو بوكس بالألوان الطبيعية عشر فيديو كليبات ضمت أحب وأنجح أغانيه وهي: وياك، إياك من حبي، يا مالكة القلب، يا جميل، تأمر عالراس وعالعين، نورة، تقول لأ، اشتقتلك، دايما معاك، إتقل إتقل.
والذي يشاهد هذه الفيديو كليبات اليوم يتوقف على مدى السبق الذي أنجزه فريد في بداية السبعينات، بل لن نغالي إذا قلنا أن عملين من هذه السلسلة وهما تأمر عالراس وعالعين واشتقتلك صورا بالطريقة والحرفية التي يصور بها الفيديو كليب اليوم، ولهذا لم يكن غريبا أن يكرم المهرجان الدولي للأغنية بالقاهرة في إحدى دوراته الأخيرة فريد الأطرش على هذا الأساس كأول مطرب عربي صور الفيديو كليب، العربية.
أنتجت للموسيقار فريد الأطرش 13 فيديو كليب (سكوبيتون)،
3 أخذت من أغاني الأفلام وهي لأغاني حبيب حياتنا كلنا وعش أنت ويا حبايبي يا غايبين،
و 10 كليبات لباقة من أجمل وأشهر أغانيه وهي: وياك، إياك من حبي، يا مالكة القلب، يا جميل، تأمر عالراس وعالعين، نورة، تقول لأ، اشتقتلك، دايما معاك، إتقل إتقل.